# Amanece
"Amanece" (tradução portuguesa: "Amanhece") foi a canção espanhola no Festival Eurovisão da Canção 1972, interpretada  em espanhol por Jaime Morey. Foi a quarta canção a ser interpretada na noite do festival, a seguir à canção irlandesa"Ceol an Ghrá", interpretada por Sandie Jones e antes da canção britânica "Beg, Steal or Borrow", interpretada pela banda The New Seekers. A canção espanhola terminou em 10.º lugar, recebendo um total de 83 pontos. 

## Autoria
A canção foi composta por Augusto Algueró e tinha letra de Ramón Arcusa. Na noite do festival, teve orquestração de Augusto Algueró.

## Letra
A canção é dirigida por Morey a um seu antigo amor e diz-lhe por que não tentar começar tudo de novo. Se o seu antigo amor quisesse a bandeira deles seria a amizade e o amor. 